# Universidad de Zúrich
La Universidad de Zúrich (UZH, en alemán: Universität Zürich, en francés: Université de Zurich, en italiano: Università di Zurigo) ubicada en la ciudad de Zúrich, es la universidad más grande de Suiza, con más de 24 000 estudiantes. Fue fundada en 1833 a partir de los actuales institutos de Teología, Derecho, Medicina y de la creación de una facultad de Filosofía. Actualmente, la universidad tiene las facultades de Artes, Economía, Derecho, Medicina, Ciencias, Teología y Medicina Veterinaria, ofreciendo la más amplia gama de asignaturas y cursos de cualquier institución de educación superior de Suiza.

## Historia
La universidad de Zúrich fue fundada el 29 de abril de 1833, cuando los colegios de Teología (fundado por Huldrych Zwingli en 1525), Derecho y Medicina se fusionaron junto con una nueva facultad de Filosofía. Fue la primera universidad en Europa que se fundó por el propio Estado en lugar de por un monarca o una confesión religiosa. La universidad permite a las mujeres asistir a clases de filosofía desde 1847, y admitió a la primera mujer para estudios de doctorado en 1866. La Facultad de Medicina Veterinaria se añadió en 1901, y es la más antigua de este tipo en el mundo docente. En 1914, la universidad se trasladó a nuevas instalaciones diseñadas por el arquitecto Karl Moser en Ramistrasse 71.

## Facultades
Sus mejores facultades en términos de calidad son la Facultad de Ciencias Económicas, que se encuentra en el duodécimo puesto de Europa y en el primer puesto de Suiza, la Facultad de Medicina y la Facultad de Ciencias, que se sitúan entre las diez primeras de Europa. La universidad de Zúrich en su conjunto también se clasifica entre las diez primeras del continente y entre las cincuenta mejores del mundo. La universidad de Zúrich forma parte de la élite de la investigación internacional, como así lo acredita su pertenencia a la "League of European Research Unversities" . Destaca en los campos de la biociencia y las finanzas, existiendo una estrecha colaboración entre esta universidad y la Escuela Politécnica Federal. 

### Facultad de Economía
La facultad de Economía de la Universidad de Zúrich ofrece los programas de Bachelor, Master y Ph.D en Economía, Administración de Empresas y Banking & Finance. Desde los primeros niveles de la educación, la facultad basa su método en la combinación de una fuerte base cuantitativa (Métodos Esctocásticos, Econometría, Estadística, Matemáticas Financieras etc.), combinada con las teorías más modernas sobra la economía (Neuroeconomía, Macroeconomía del comportamiento, "Homo Reciprocants" etc.).
Entre los miembros de la facultad se encuentran los profesores Ernst Fehr, nominado al Premio del Banco de Suecia en Ciencias Económicas en memoria de Alfred Nobel por sus estudios sobre la influencia de las expectativas en los mercados, Fabrizzio Zilibotti, galardonado por sus estudios sobre las economías emergentes y Bruno Frey, que es pionero en el estudio de la Macroeconomía basada en las decisiones de agentes individuales rompiendo así la división entre la Micro- y la Macroeconomía.

### Facultad de Medicina
La facultad de Medicina de la Universidad de Zúrich es la más grande del país, contando con más de 6000 estudiantes, de los cuales 200 cada año aprueban el examen estatal. Existe una estrecha colaboración entre la facultad con el hospital universitario de Zúrich donde los estudiantes disponen de los materiales y las tecnologías más novedosas.

## Premios Nobel
La Universidad de Zúrich ha contado con varios premios Nobel como Albert Einstein, Erwin Schrödinger, uno de los fundadores de la mecánica cuántica y Wilhelm Conrad Röntgen, la primera persona en ganar el Premio Nobel de Física.

### Antiguos alumnos galardonados con el Nobel
- Carl Spitteler (Literatura, 1919)
- Albert Einstein (Física, 1921); también trabajó en la Universidad.
- Walter Rudolf Hess (Medicina 1949); también trabajó en la Universidad.

### Profesores galardonados con el Nobel
- Theodor Mommsen (Literatura, 1902)
- Alfred Werner (Química 1913)
- Max von Laue (Física 1914)
- Albert Einstein (Física, 1921)
- Erwin Schrödinger (Física 1933)
- Peter Debye (Química 1936)
- Paul Karrer (Química 1937)
- Leopold Ružička (Química 1939)
- Walter Rudolf Hess (Medicina 1949)
- Karl Alexander Müller (Física 1987)
- Rolf M. Zinkernagel (Medicina 1996)